# Haruo Tanaka
Pour les articles homonymes, voir Tanaka.
Haruo Tanaka (田中春男, Tanaka Haruo), né le 25 mars 1912 et mort le 21 février 1992, est un acteur japonais.

## Biographie
Né à Shinsen'en-chō dans l'arrondissement de Nakagyō-ku de la ville de Kyoto, Haruo Tanaka abandonne l'école pour devenir acteur et rejoint le studio Nikkatsu en 1925. Il obtient principalement des seconds rôles, il quitte le studio lorsque Masaichi Nagata démissionne et crée sa propre société, la Daiichi Eiga, en 1934, mais la société fait faillite en 1936. Il rejoint alors la Shinkō Kinema, avant de devenir acteur indépendant en 1940.
Dès 1938, il joue dans des films de toutes sortes, bien qu'il semble se spécialiser dans les films d'aventures historiques et les comédies. Il a tourné dans plusieurs films réalisés par Akira Kurosawa : Je ne regrette rien de ma jeunesse, Vivre et Les Bas-fonds ainsi que par Yasujirō Ozu : Bonjour, Herbes flottantes et Printemps précoce, il a aussi joué pour Kenji Mizoguchi, Sadao Yamanaka, Shirō Toyoda et Mikio Naruse.
Son rôle le plus important dans un film d'Akira Kurosawa est celui de Tatsu dans Les Bas-fonds, l'acteur a eu du mal à apprendre les nombreuses lignes de dialogue de la scène finale et les a écrites sur le dos d'un calmar séché utilisé dans la scène. Kurosawa en le remarquant l'a félicité pour son inventivité mais lui a retiré le calmar pour le forcer à jouer de manière plus naturelle.
Haruo Tanaka est particulièrement doué pour les rôles comiques. Il est également apparu dans de nombreuses séries télévisées, son dernier rôle au cinéma est celui d'un vieil homme en deuil dans The Funeral de Jūzō Itami en 1984. Il est apparu dans plus de 260 films, à la fois dans des films contemporains (gendaigeki) et des films historiques (jidai-geki) de 1926 à 1984.
Il a une fille Misako Uji (ja) née en 1932, elle est aussi actrice. Le 21 février 1992, Haruo Tanaka meurt à 79 ans d'un cancer du poumon.

## Filmographie partielle
- 1926 : L'Amour fou d'une maîtresse de chant (狂恋の女師匠, Kyōren no onna shishō?) de Kenji Mizoguchi
- 1932 : Debout sur la terre (大地に立つ, Daichi ni tatsu?) de Tomu Uchida
- 1934 : L'Épée d'un homme de goût (風流活人剣, Fūryū katsujinken?) de Sadao Yamanaka
- 1937 : L'Impasse de l'amour et de la haine (愛怨峡, Aien kyō?) de Kenji Mizoguchi
- 1938 : Le Chant de la caserne (露営の歌, Roei no uta?) de Kenji Mizoguchi

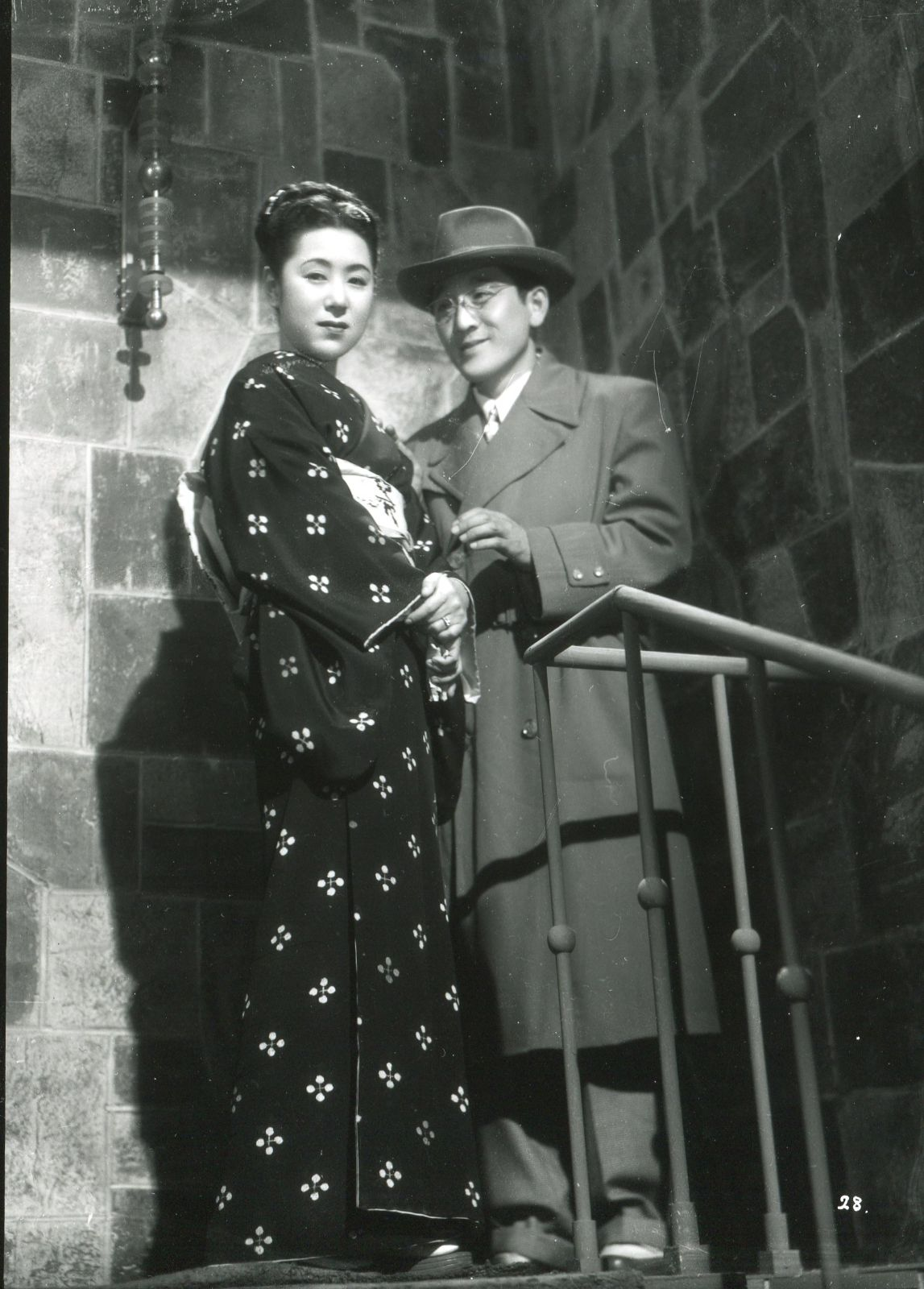
Kinuyo Tanaka et Haruo Tanaka dans Le Fard de Ginza (1951).

- 1942 : La Bataille navale à Hawaï et au large de la Malaisie (ハワイ・マレー沖海戦, Hawai Mare oki kaisen?) de Kajirō Yamamoto
- 1946 : Je ne regrette rien de ma jeunesse (わが青春に悔なし, Waga seishun ni kuinashi?) de Akira Kurosawa
- 1950 : Rapport sur la conduite du professeur Ishinaka (石中先生行状記, Ishinaka sensei gyōjoki?) de Mikio Naruse
- 1951 : Le Fard de Ginza (銀座化粧, Ginza keshō?) de Mikio Naruse
- 1951 : Le Repas (めし, Meshi?) de Mikio Naruse
- 1952 : Rikon (離婚?) de Masahiro Makino
- 1952 : Vivre (生きる, Ikiru?) de Akira Kurosawa
- 1953 : Là d'où l'on voit les cheminées (煙突の見える場所, Entotsu no mieru basho?) de Heinosuke Gosho
- 1953 : Les Musiciens de Gion (祇園囃子, Gion bayashi?) de Kenji Mizoguchi
- 1953 : La Vie d'une femme (女の一生, Onna no issho?) de Kaneto Shindō
- 1954 : Les Amants crucifiés (近松物語, Chikamatsu monogatari?) de Kenji Mizoguchi
- 1954 : Une auberge à Osaka (大阪の宿, Ōsaka no yado?) de Heinosuke Gosho
- 1954 : Une femme dont on parle (噂の女, Uwasa no onna?) de Kenji Mizoguchi
- 1954 : Yurei otoko (幽霊男?) de Motoyoshi Oda
- 1955 : La Relation matrimoniale (夫婦善哉, Meoto zenzai?) de Shirō Toyoda
- 1956 : La Rue de la honte (赤線 地帯, Akasen chitai?) de Kenji Mizoguchi
- 1956 : Le Chat, Shozo et ses deux maitresses (猫と庄造と二人のをんな, Neko to Shōzō to futari no onna?) de Shirō Toyoda
- 1956 : Le Cœur d'une épouse (妻の心, Tsuma no kokoro?) de Mikio Naruse
- 1956 : Les Sœurs de Gion (祇園の姉妹, Gion no kyōdai?) de Hiromasa Nomura
- 1956 : L'Étrange amour de la femme blanche (白夫人の妖恋, Byaku fujin no yoren?) de Shirō Toyoda
- 1956 : Printemps précoce (早春, Sōshun?) de Yasujirō Ozu
- 1956 : Yotsuya kaidan (四谷怪談?) de Masaki Mōri (ja)
- 1957 : Crépuscule à Tokyo (東京暮色, Tōkyō boshoku?) de Yasujirō Ozu
- 1957 : La Geisha du vieux quartier (太夫さんより 女体は哀しく, Kottai-san yori : Nyotai wa kanashiku?) de Hiroshi Inagaki
- 1957 : Les Bas-fonds (どん底, Donzoko?) de Akira Kurosawa
- 1957 : Pays de neige (雪国, Yukiguni?) de Shirō Toyoda
- 1957 : Une femme indomptable (あらくれ, Arakure?) de Mikio Naruse
- 1958 : L'Homme au pousse-pousse (無法松の一生, Muhōmatsu no isshō?) de Hiroshi Inagaki
- 1959 : Bonjour (お早う, Ohayō?) de Yasujirō Ozu
- 1959 : Herbes flottantes (浮草, Ukigusa?) de Yasujirō Ozu
- 1960 : Yatarō gasa (弥太郎笠?) de Masahiro Makino : Terukichi
- 1961 : Akō rōshi (赤穂浪士?) de Sadatsugu Matsuda
- 1963 : Kyoto (古都, Koto?) de Noboru Nakamura
- 1964 : Adauchi (仇討?) de Tadashi Imai : Jinza
- 1964 : Une histoire d'Echigo (越後つついし親不知, Echigo tsutsuishi oyashirazu?) de Tadashi Imai
- 1966 : Délit de faciès (男の顔は履歴書, Otoko no kao wa rirekisho?) de Tai Katō
- 1966 : Le Pornographe (エロ事師たちより 人類学入門, Erogotachi yori: Jinruigaku nyūmon?) de Shōhei Imamura
- 1970 : Cruel Female Love Suicide (残酷おんな情死, Zankoku onna jōshi?) de Shōgorō Nishimura
- 1984 : The Funeral (お葬式, Osōshiki?) de Jūzō Itami